# 前950年代
| 千纪： | 前1千纪 |
| 世纪： | 前11世纪 \| 前10世纪 \| 前9世纪                                                                            |
| 年代： | 前980年代 \| 前970年代 \| 前960年代 \| 前950年代 \| 前940年代 \| 前930年代 \| 前920年代                    |
| 年份： | 前959年 \| 前958年 \| 前957年 \| 前956年 \| 前955年 \| 前954年 \| 前953年 \| 前952年 \| 前951年 \| 前950年 |

## 重要事件及趋势
- 大体相当于周穆王时期
- 所罗门圣殿建成
- 古埃及被利比亚法老统治

## 重要人物
- 所罗门，以色列國王
- 提格拉特帕拉沙尔二世，亚述国王
- 那布·穆金·阿普利，巴比伦国王